# Mazraeh-ye Hoseynabad
Mazraeh-ye Hoseynabad (em persa: مزرعه حسين اباد, também romanizada como Mazra‘eh-ye Ḩoseynābād) é uma aldeia do distrito central do condado de Abadeh, na província de Fars, no Irã.
No censo de 2006, sua existência foi registrada, mas sua população não foi contada.